# Devant-les-Bois
Devant-les-Bois est un hameau de la commune belge de Mettet située en Région wallonne dans la province de Namur.
Avant la fusion des communes de 1977, Devant-les-Bois faisait déjà partie de la commune de Mettet.

## Situation
Comme son nom l'indique, ce gros hameau du Condroz s'est implanté à l'orée d'importants massifs forestiers situés au nord-ouest et au nord-est. Il avoisine le hameau de Pontaury et forme avec les hameaux ou lieux-dits du Planois, de Noéchamps et d'Insebois un ensemble habité continu de presque 4 km de long en bordure des bois. Mettet se situe à environ 4 km au sud du hameau.

## Patrimoine
Le hameau possède plusieurs petites chapelles (chapelle Notre-Dame de Walcourt, chapelle Saint Roch (1866), chapelle Sainte Thérèse, chapelle Saint Antoine) ainsi qu'une église dédiée à Saint Joseph située sur la place Saint-Ghislain. Cette église en brique de style néo-gothique a été construite en 1858 d'après les plans de l'abbé Laurent. Le portail d'entrée et les baies forment des arcs brisés ou en ogive. La date de 1858 est reprise par le chronogramme entourant l'oculus : Deo JesU praeCLarae MarIae a.C sanCto Josepho.